# 自由党 (エジプト)
自由党（アラビア語: حزب الأحرار、Hizb al-Ahrar、Liberal Party）は、エジプトの政党。Ahrariは、アラビア語で自由を意味する。2000年総選挙では人民議会に1議席を獲得したが、2005年総選挙では議席を失った。2015年総選挙で1議席を回復。

## 綱領
- シャリーアが法源
- 表現および思想の自由
- 正副大統領選挙の自由選挙化
- 民間部門の役割強化
- 労働者および農民の基本権強化
- 報道の自由
- 司法権の独立
- 教育開発